# Coelioxys confusa
Coelioxys confusa är en biart som beskrevs av Smith 1875. Coelioxys confusa ingår i släktet kägelbin, och familjen buksamlarbin. Inga underarter finns listade i Catalogue of Life.